# Mike Adams (baseball, 1978)
Pour les articles homonymes, voir Mike Adams et Adams.
Jon Michael Adams (né le 29 juillet 1978 à Corpus Christi, Texas, États-Unis) est un lanceur de relève droitier de baseball. 
Il évolue dans la Ligue majeure de baseball de 2004 à 2014 pour les Brewers de Milwaukee (2004-2006), les Padres de San Diego (2008-2011), les Rangers du Texas (2011-2012) et les Phillies de Philadelphie (2013-2014).

## Carrière

### Brewers de Milwaukee
Étudiant à l'Université Texas A&M à Kingsville, Mike Adams signe un contrat comme joueur autonome avec les Brewers de Milwaukee en 2001. Il fait ses débuts dans les majeures avec cette équipe le 18 mai 2004. En 46 apparitions en relève à sa saison recrue, le droitier présente une moyenne de points mérités de 3,40 en 53 manches lancées. Sa fiche est de deux victoires contre trois défaites. Il s'éloigne peu à peu du giron des Brewers, qui ne font appel à lui que pour 15 matchs au total dans les deux saisons suivantes.

### Padres de San Diego

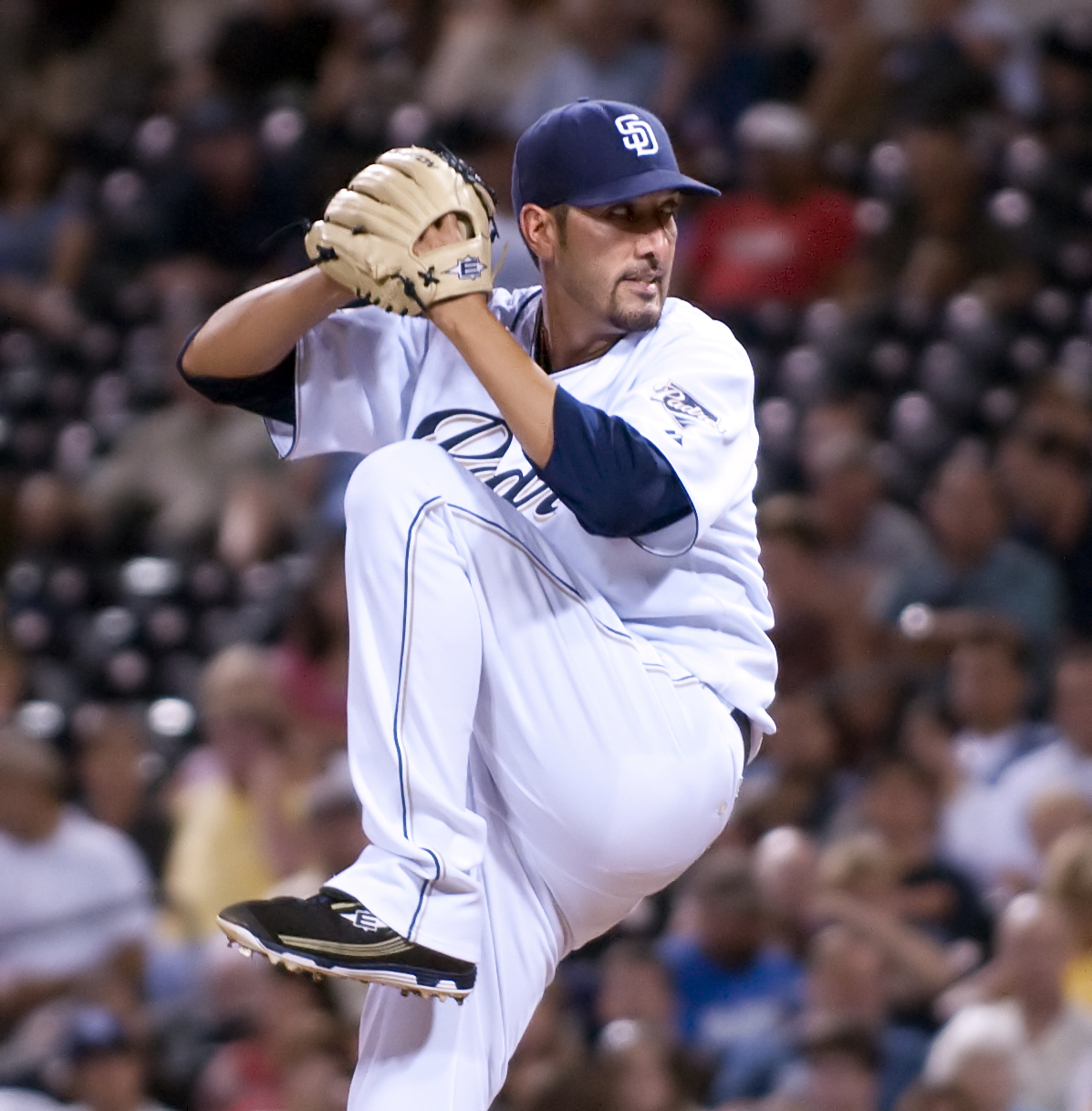
Mike Adams au monticule pour les Padres de San Diego en 2009.

Le 26 mai 2006, les Brewers le transfèrent aux Mets de New York pour acquérir en retour le lanceur droitier Geremi González. Le 7 juillet suivant, les Mets laissent Adams au ballottage et il est réclamé par les Indians de Cleveland. Seulement 11 jours après, les Indians envoient Adams chez les Padres de San Diego en retour du lanceur Brian Sikorski, un autre droitier. Résultat : Adams, qui n'a joué que deux parties pour Milwaukee en début d'année, se retrouve à passer par quatre équipes de ligues mineures de quatre franchises différentes en 2006.
Il ne joue nulle part en 2007, après avoir subi trois opérations au genou.
Il effectue un retour chez les Padres de San Diego en 2008 : il présente alors un dossier de 2-3 avec une très bonne moyenne de points mérités de 2,48 en 65 manches et un tiers lancées.
En 2009, une opération à l'épaule lui fait rater les deux premiers mois d'activité. Encore une fois, il effectue un brillant retour au jeu. Il lance 37 manches en 37 matchs pour San Diego et présente une microscopique moyenne de 0,73 point mérité alloué par partie. Il enregistre 45 retraits sur des prises durant cette belle séquence.
En 2010, Adams se voit confier la tâche de préparer la table en huitième manche pour le stoppeur de l'équipe, Heath Bell, une mission dont il s'acquitte avec succès. Appelé dans 70 parties, sa moyenne de points mérités n'est que de 1,76 en 73 manches et deux tiers lancées, ave 74 retraits sur des prises. 
Adams connaît une très belle saison 2011 avec San Diego. Après 48 parties, il affiche une moyenne de points mérités de seulement 1,13 en 48 manches lancées, avec 49 retraits sur des prises, trois victoires, une seule défaite et un sauvetage. Convoité à l'approche de la date limite des transactions, les Padres, bons derniers dans leur division, échangent Adams à l'équipe de son État natal, les Rangers du Texas, le 31 juillet en retour des lanceurs des ligues mineures Robbie Erlin et Joe Wieland.

### Rangers du Texas
Adams poursuit pour l'équipe texane le travail qu'il accomplissait à San Diego. Alors qu'il préparait l'entrée de Heath Bell pour les Padres, il lance la 8e manche pour les Rangers avant l'arrivée du stoppeur Neftali Feliz.
Il maintient une moyenne de points mérités de 2,10 en 27 sorties et 25,2 manches lancées pour Texas et enregistre au passage un sauvetage. Il termine la saison avec sa meilleure moyenne en carrière : 1,47 en 73,2 manches lancées au total en 75 parties pour les Padres et les Rangers. Sa fiche est de cinq victoires (deux avec Texas) et quatre défaites (trois avec Texas) et il compte deux sauvetages et 74 retraits sur des prises. Il participe pour la première fois de sa carrière aux séries éliminatoires alors que les Rangers remportent un deuxième titre de la Ligue américaine et perdent en Série mondiale 2011. Au premier tour contre les Rays de Tampa Bay, il accorde des points dans deux de ses trois parties jouées, mais chaque fois ceci n'a aucune incidence sur le résultat de la partie, chaque fois remportée par son équipe. Il est le lanceur gagnant du second match de Série de championnat de la Ligue américaine contre les Tigers de Détroit. Envoyé au monticule dans cinq des six parties de cette série, il ne donne qu'un point à l'adversaire, dans le dernier match que Texas gagne facilement 15-5. En Série mondiale, Adams est le gagnant du deuxième match face aux Cardinals de Saint-Louis. Il accorde son seul point de la finale dans la 7e et dernière rencontre, mais les Rangers tirent déjà de l'arrière 5-2.
En 2012, Adams affiche sa moyenne de points mérités la plus élevée depuis sa saison recrue à Milwaukee. En 52 manches et un tiers lancées pour Texas, elle s'élève à 3,27. Il compte cinq victoires, trois défaites, un sauvetage et 45 retraits sur des prises en 61 sorties.
En octobre 2012, il subit l'ablation d'une côte afin de soigner un syndrome du défilé thoracobrachial.

### Phillies de Philadelphie
Le 20 décembre 2012, Adams accepte le contrat de 12 millions de dollars pour deux saisons offert par les Phillies de Philadelphie.
Il passe à Philadelphie deux années marquées par des blessures. En 2013, il ne lance que 25 manches et sa saison se termine par une opération à l'épaule droite. Une nouvelle blessure à la même épaule le met sur la touche pour trois mois durant la saison 2014.
En deux ans, il joue 50 matchs des Phillies et lance 43 manches et deux tiers. Il enregistre 44 retraits sur des prises et sa moyenne de points mérités s'élève à 3,50.

### Dodgers de Los Angeles
Le 1er mars 2015, Adams signe un contrat des ligues mineures avec les Dodgers de Los Angeles. Vers la fin du camp d'entraînement, on lui offre de commencer la saison en ligues mineures, mais il surprend les Dodgers en déclinant la proposition et, sans avoir officiellement annoncé sa retraite, est sans contrat toute la saison 2015.